# Euphausia nana.
Euphausia nana. är en kräftdjursart som beskrevs av Brinton 1962. Euphausia nana. ingår i släktet Euphausia och familjen lysräkor. Inga underarter finns listade i Catalogue of Life.